# Royal Arena
Die Royal Arena ist eine Mehrzweckhalle im Stadtteil Ørestad Syd der dänischen Hauptstadt Kopenhagen. Sie wurde am 3. Februar 2017 eröffnet und bietet maximal 16.000 Besuchern Platz. Die Halle ist von mehreren Hotels in der Nähe umgeben und liegt mit dem Auto nur zehn Minuten vom Flughafen Kopenhagen-Kastrup entfernt.

## Geschichte
Im Frühling 2010 prüften die Stadt Kopenhagen und Realdania die Realisierung einer Multifunktionshalle in Ørestad Syd, da es mit der Brøndby Hallen und der Ballerup Super Arena zwei Hallen in Dänemark gibt, die als nicht groß genug für internationale Wettkämpfe gelten. Um bei internationalen Wettkämpfen gegenüber Städten wie London und Berlin wettbewerbsfähig zu bleiben, sollte eine Halle mit der nötigen Größe realisiert werden, mit der man sich für die Eishockey-Weltmeisterschaft der Herren 2017, sowie die Handball-Weltmeisterschaft der Männer 2019 bewarb. Für die Handball-Weltmeisterschaft bekam man den Zuschlag, für die Eishockey-Weltmeisterschaft 2017 jedoch nicht. Nach der gescheiterten Bewerbung wurde Dänemark mit der Royal Arena und der Jyske Bank Boxen in Herning als Austragungsort der Eishockey-Weltmeisterschaft der Herren 2018 ausgewählt. Am 1. März 2018 vergab der Internationale Turnverband Fédération Internationale de Gymnastique (FIG) die Turn-Weltmeisterschaften 2021 an Kopenhagen mit der Royal Arena. Die 50. Welttitelkämpfe sollten vom 18. bis 24. Oktober 2021 stattfinden. Im Juli 2020 zog sich der dänische Verband von der Austragung der WM 2021 zurück.
Die Realisierung einer neuen Multifunktionshalle in Kopenhagen wurde am 23. September 2011 auf einer Pressekonferenz im Bella Sky Hotel bekannt gegeben. Eigentümer der Halle wird die Arena CPHX P/S, die durch die Stadt Kopenhagen, sowie Realdania gegründet wurde. Im Februar 2012 wurde bekannt gegeben, dass Live Nation sich im Auswahlverfahren gegen AEG Facilities als Betreiber der Halle durchsetzen konnte.
Der Entwurf der neuen Halle wurde am 7. Juni 2012 vorgestellt. Der gemeinsam entwickelte Entwurf stammt von den Architekturbüros 3XN, HKS, Inc., Arup, ME Engineers und das Landschaftsarchitekturbüro Planit. Der Baubeginn und die Grundsteinlegung erfolgten am 2. Juli 2013.
Am 30. April 2014 wurde die bis dahin als Copenhagen Arena bezeichnete Bau in Royal Arena, nach der dänischen Brauereigruppe Royal Unibrew, umbenannt.
Die neue Arena wurde mit drei Konzerten der US-amerikanischen Metal-Band Metallica am 3., 7., und 9. Februar 2017 eröffnet. Das ursprüngliche für den 5. Februar angesetzte Konzert wurde aufgrund von gesundheitlichen Problemen des Sängers James Hetfield auf den 2. September des Jahres verschoben.
Als erste große Sportveranstaltung fanden in der Halle die Kurzbahneuropameisterschaften 2017 im Dezember des Jahres statt.

## Finanzierung
Die Baukosten werden größtenteils durch die Stadt Kopenhagen, sowie Realdania zu jeweils 325 Millionen DKK getragen. Weitere Kosten übernehmen das National Olympic Committee and Sports Confederation of Denmark, sowie das Elite Facility Committee. Das Grundstück wurde von der CPH City & Port Development zur Verfügung gestellt.
Nach Abschluss der Bauarbeiten beliefen sich die Baukosten auf 1,4 Mrd. DKK (etwa 188 Mio. €).

## Galerie

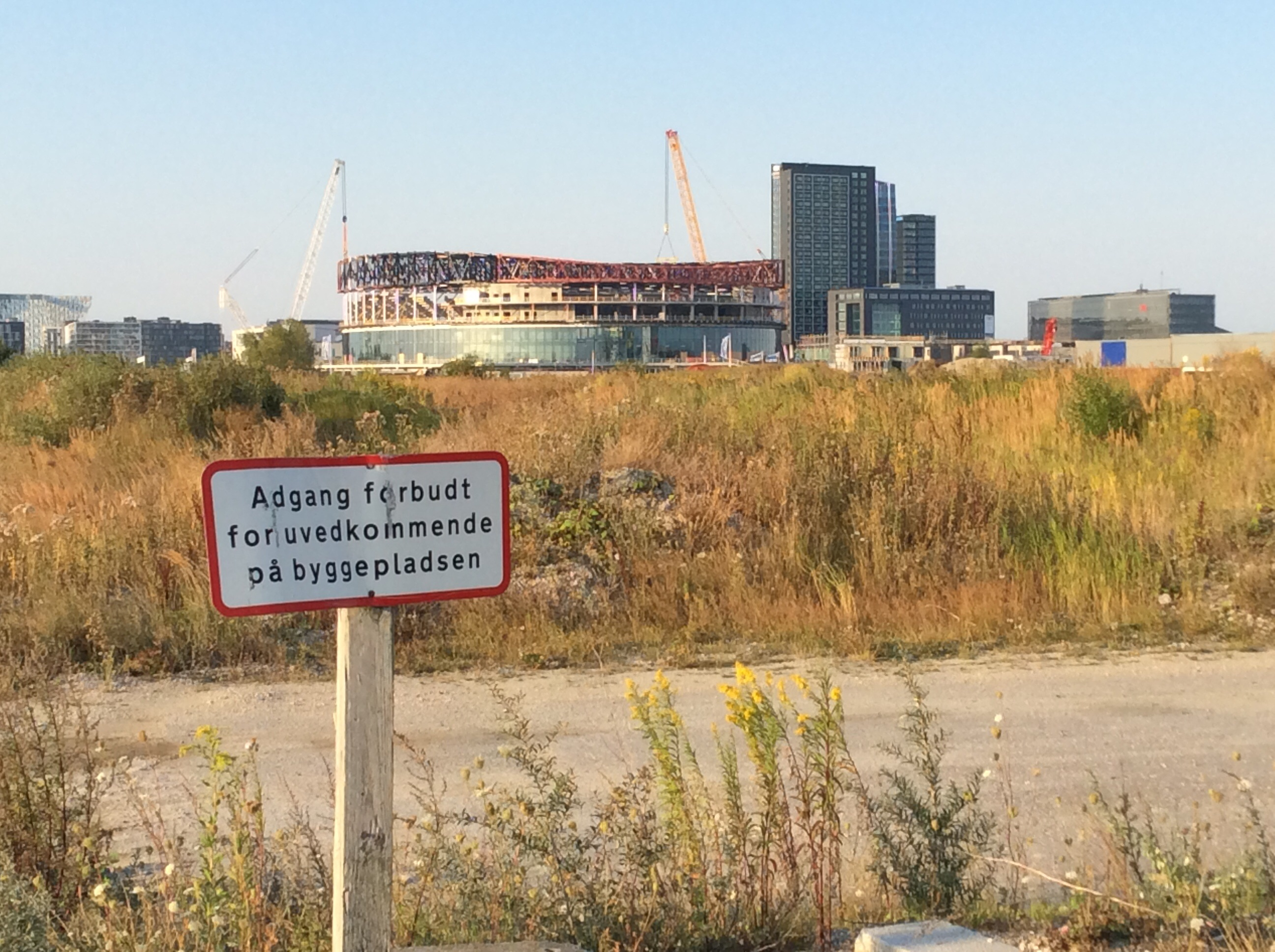
Die Baustelle im Oktober 2015
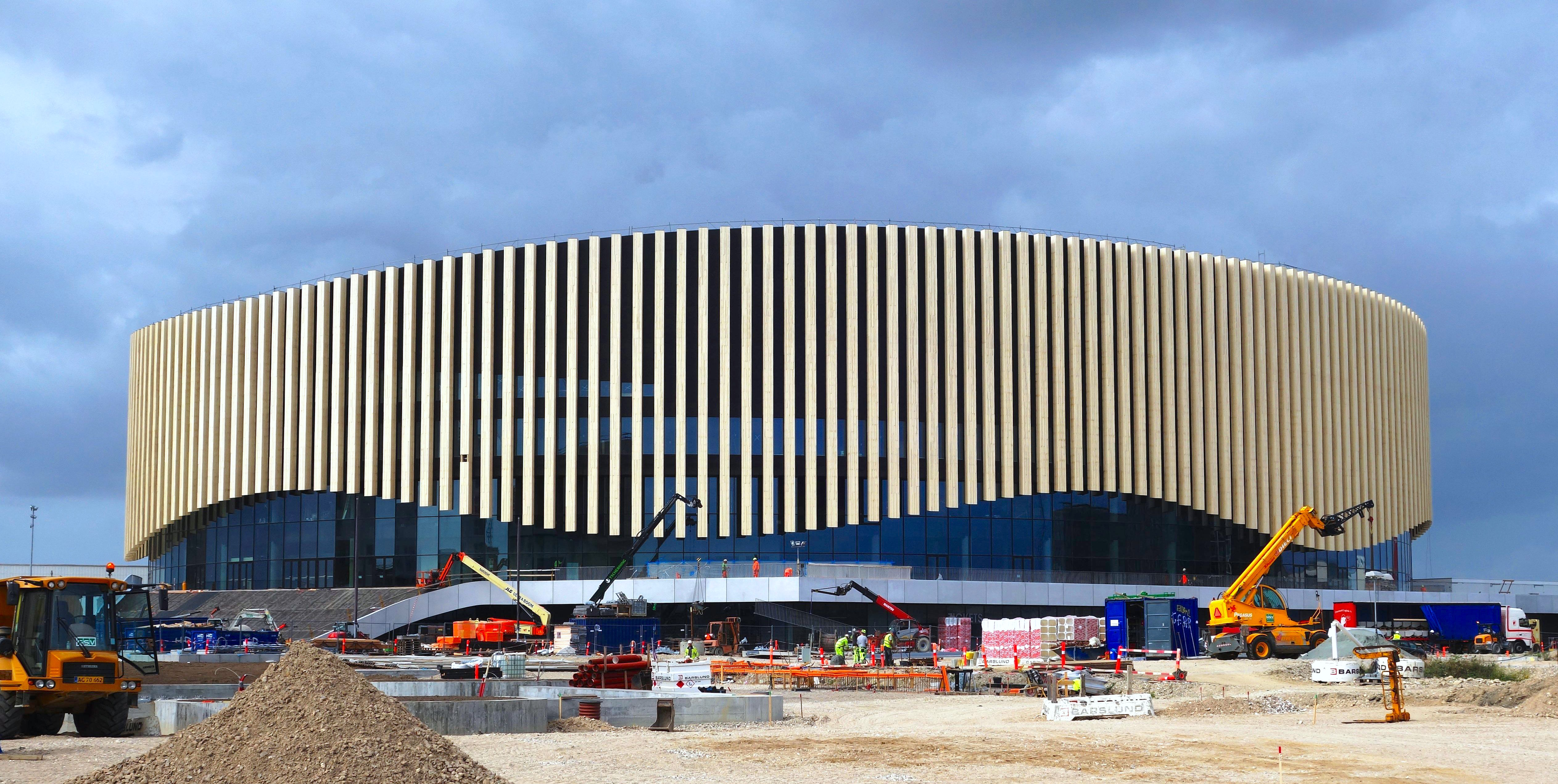
September 2016
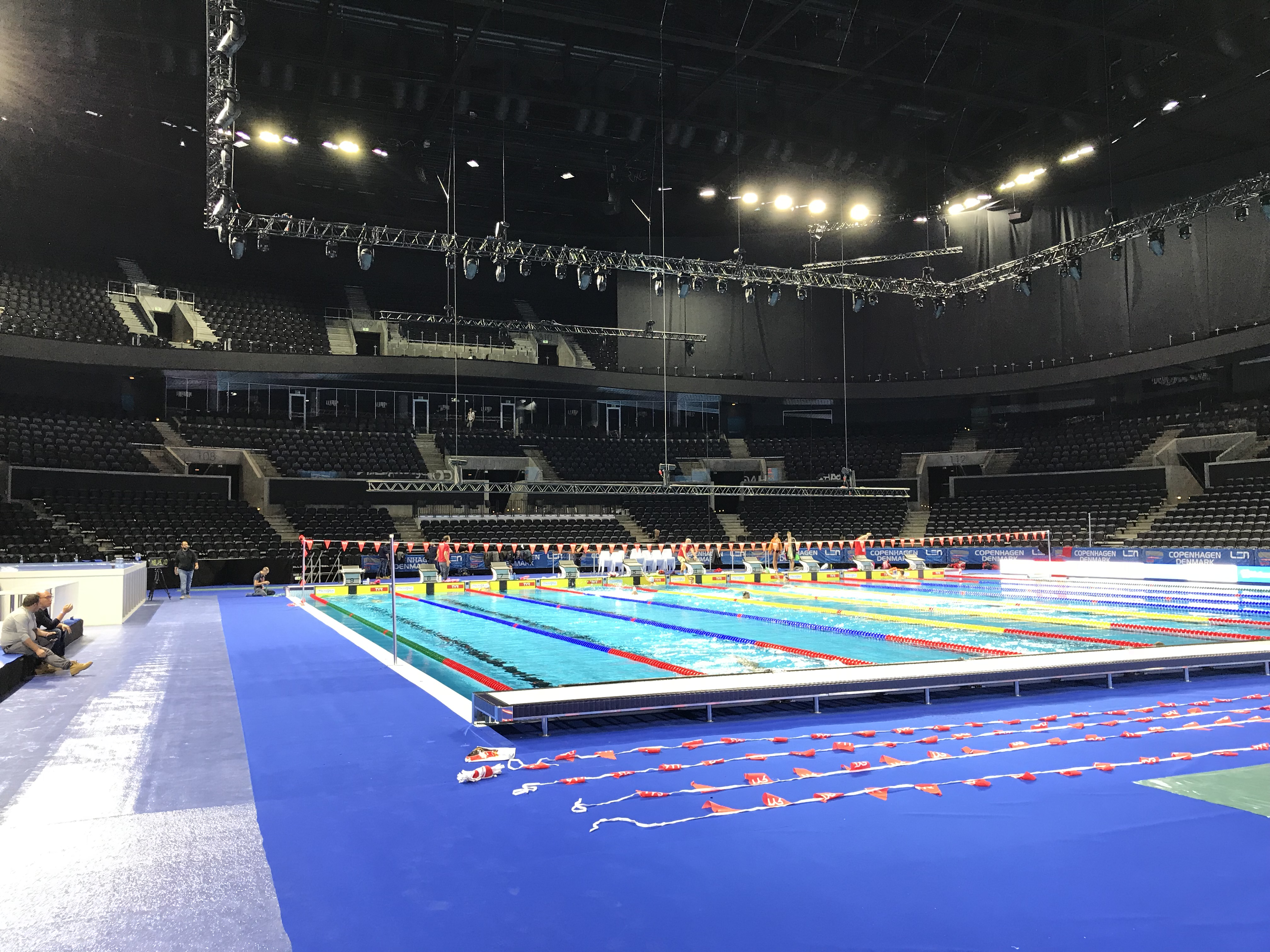
Aufbau des Schwimmbeckens für die Kurzbahneuropameisterschaften 2017
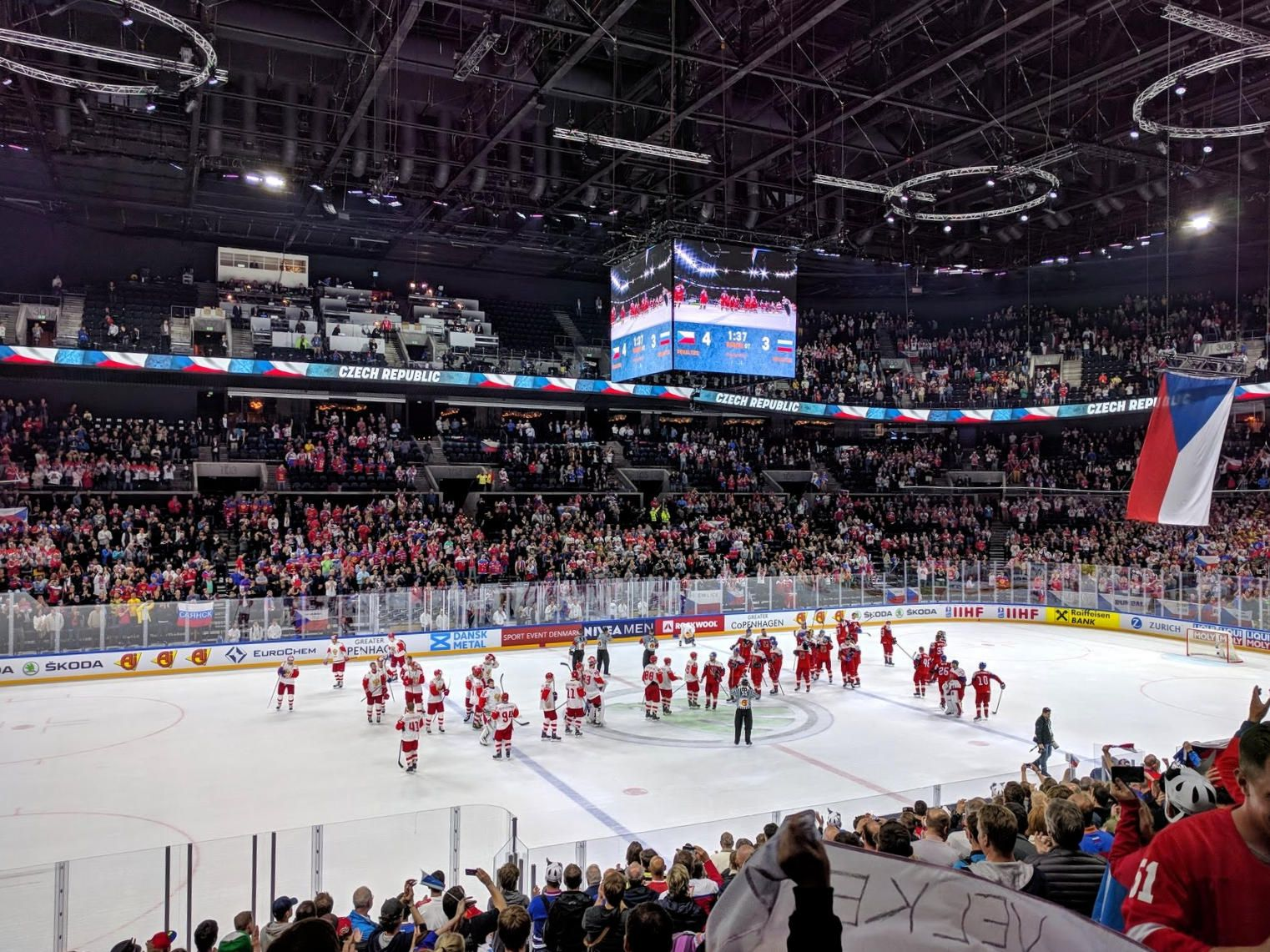
Spiel der Tschechen gegen Russland (4:3) bei der Eishockey-Weltmeisterschaft der Herren 2018
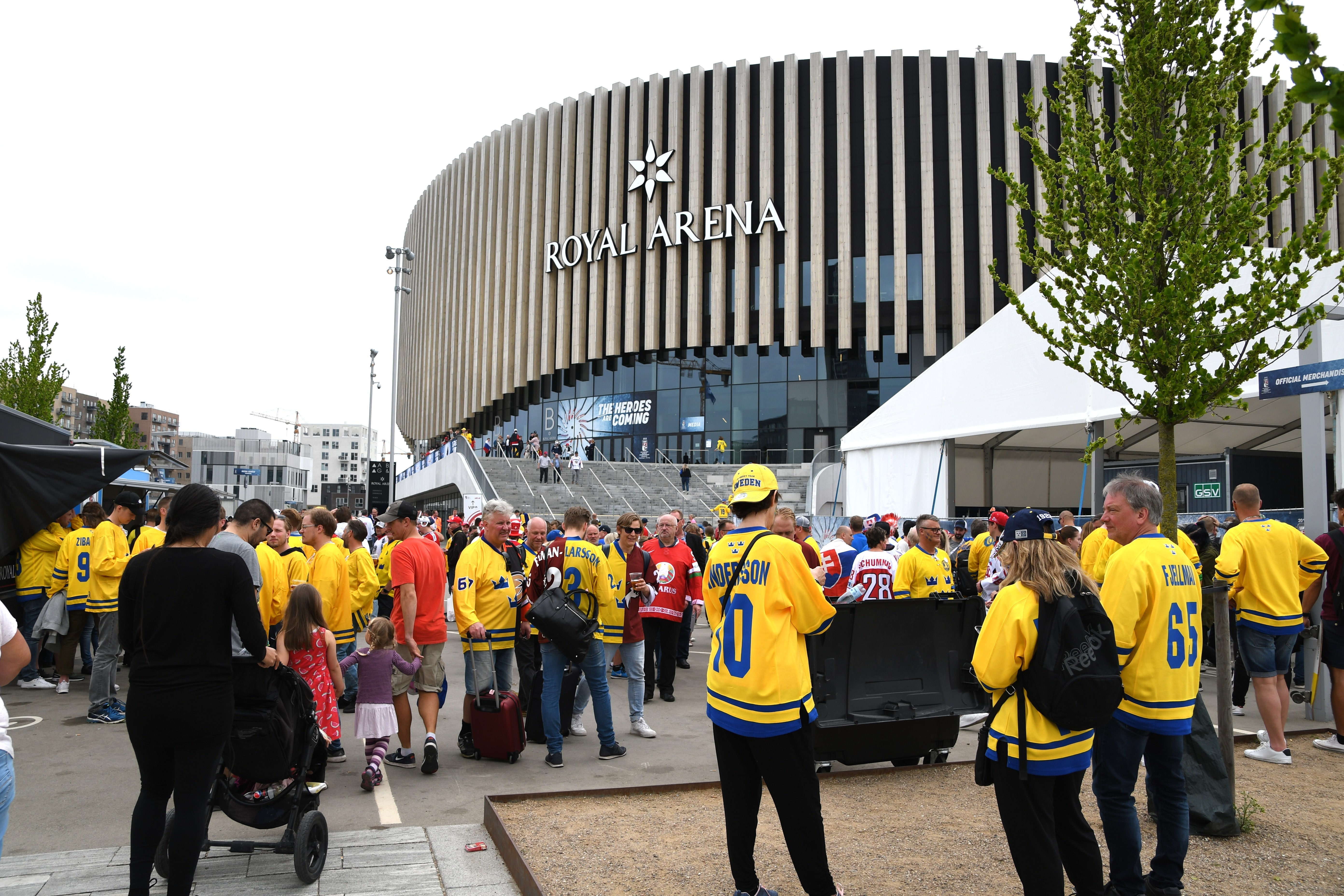
Fans vor der Arena während der Eishockey-Weltmeisterschaft der Herren 2018